# Argithéa (ort i Grekland, Attika)
Argithéa är en ort i Grekland.   Den ligger i prefekturen Nomarchía Anatolikís Attikís och regionen Attika, i den sydöstra delen av landet, 15 km öster om huvudstaden Aten. Argithéa ligger 140 meter över havet och antalet invånare är 1 024.
Terrängen runt Argithéa är platt åt sydost, men åt nordväst är den kuperad.Runt Argithéa är det ganska tätbefolkat, med 222 invånare per kvadratkilometer. Närmaste större samhälle är Aten, 15,0 km väster om Argithéa. Trakten runt Argithéa består till största delen av jordbruksmark.